# Co-fusion
Co-fusion ist der Name eines japanischen Duos, welches überwiegend elektronische Musik macht. Das Duo besteht aus den zwei japanischen DJs Wada und Heigo Tani. Sie formierten sich in den frühen 1980er Jahren als „Co-fusion“.
Weitere Veröffentlichungen gab es zudem unter den Pseudonymen „ATOM“ (Plastic City, Germany) und als „As Two Men“ (Oxygen Music Works).

## Diskografie
Alben
- Co-Fu / Sublime Records (Japan)
- co-fu2 / Sublime Records (Japan)

Singles und EPs
- Indigo (12") / Reel Musiq
- Sublime Records World Tour ’98 (CD3") / Sublime Records (Japan)
- The Colour Of Beetroot EP (12") / Reel Musiq
- Diretta EP (12") / Reel Musiq
- Frontier (12") / Reel Musiq
- Dir.r (12") / Reel Musiq
- 180 EP (12") / Reel Musiq
- Bad Dog! (12") / Pro-Jex
- Cycle Remixes EP (2x12") / Reel Musiq
- DJ Live Set 1 + Remixes (2CD) / Sublime Records (Japan)
- Struttin’ Remixes (12") / Reel Musiq
- Zit’r Bug Remixes EP (2x12") / Reel Musiq
- Acorn (12") / Reel Musiq
- Material To Digital To Analog EP (12") / Reel Musiq
- Pod EP (12") / Pro-Jex
- Torn Open / A Howlin’ Christmas Tune (7") / Howlin’ Records
- Twilight EP (12") / Reel Musiq
- Funky Show EP (12") / Pro-Jex
- Hot! Hot! (12") / Reel Musiq
- La La Ra EP (12") / Pro-Jex